# Issei Sagawa
Issei Sagawa (佐川 一政, Sagawa Issei, 26 de abril de 1949 – 24 de novembro de 2022) também conhecido como Pang ou Canibal de Kobe, foi um assassino sexual, canibal e necrófilo japonês conhecido pelo assassinato de Renée Hartevelt em Paris, em 1981.
Sagawa assassinou Hartevelt e depois mutilou, canibalizou e realizou necrofilia em seu cadáver ao longo de vários dias. Na França, Sagawa foi considerado legalmente insano e condenado a permanecer internado em uma instituição mental por tempo indeterminado. Depois de alguns anos, ele foi deportado para o Japão, onde psicólogos do Hospital Matsuzawa o examinaram e concluíram por unanimidade que ele estava são. Por isso, ele teve que receber alta do hospital em 1986.
Como o processo criminal na França foi encerrado e os registros do tribunal não foram disponibilizados às autoridades japonesas, Sagawa não foi novamente levado a julgamento e passou o resto de sua vida em liberdade. Embora isso tenha sido amplamente criticado como um exemplo de obstrução da justiça, ele se tornou uma subcelebridade no Japão e ganhava a vida por meio do interesse do público em seus crimes.

## Vida pregressa
Issei Sagawa nasceu em 26 de abril de 1949 em Kobe, província de Hyōgo, de pais ricos. O pai de Sagawa, Akira Sagawa, era um empresário que atuou como presidente da Kurita Water Industries, e seu avô foi editor do The Asahi Shimbun. Sagawa nasceu prematuro e, segundo relatos, era pequeno o suficiente para caber na palma da mão de seu pai. Ele imediatamente desenvolveu enterite, uma doença do intestino delgado. Sagawa finalmente se recuperou após várias injeções de potássio e cálcio em solução salina. A saúde frágil e a personalidade introvertida o levaram a desenvolver um forte interesse pela literatura. Ele sentiu desejos canibais pela primeira vez quando estava na primeira série, depois de ver a coxa de um homem. Em uma entrevista de 2011 para a Vice, Sagawa relatou que, quando jovem, cometeu zoofilia contra seu cachorro e experimentou desejos canibais por mulheres.
Aos 24 anos, enquanto estudava na Universidade Wako, em Tóquio, Sagawa seguiu uma mulher alemã alta até sua casa e invadiu seu apartamento enquanto ela dormia. A intenção de Sagawa era canibalizá-la cortando parte de suas nádegas e roubando um pequeno pedaço de sua carne, mas ela acordou e, de acordo com Sagawa, frustrou seu ataque e o empurrou para o chão. Sagawa foi capturado pela polícia e acusado de tentativa de estupro, mas não confessou suas verdadeiras intenções às autoridades.
Em 1977, aos 28 anos, Sagawa mudou-se para a França para fazer um doutorado em literatura na Sorbonne, em Paris. Sagawa disse que enquanto residia em Paris, "quase todas as noites eu levava uma prostituta para casa e tentava atirar nela, mas por algum motivo meus dedos congelavam e eu não conseguia puxar o gatilho."

## Assassinato de Renée Hartevelt

Renée Hartevelt

Em 11 de junho de 1981, Sagawa, então com 32 anos de idade, convidou sua colega de Sorbonne, Renée Hartevelt, uma holandesa, para jantar em seu apartamento na Rue Erlanger, n.º 10, sob o pretexto de traduzir poesia para um trabalho escolar. Sagawa planejou matá-la e comê-la, tendo-a selecionado por sua saúde e beleza, características que ele sentia que lhe faltavam. Sagawa se considerava fraco, feio e pequeno (ele tinha 1,45 metro de altura) e afirmou que queria absorver a energia dela. Ela tinha 25 anos e 1,78 metro de altura. Depois que Hartevelt chegou, ela começou a ler poesia em uma mesa, de costas para Sagawa, quando ele atirou em seu pescoço com um rifle. Sagawa disse que desmaiou após o choque de atirar nela, mas acordou com a percepção de que tinha que executar seu plano. Sagawa estuprou seu cadáver, mas não conseguiu morder sua pele porque seus dentes não eram afiados o suficiente, então ele saiu do apartamento e comprou uma faca de açougueiro. Sagawa consumiu várias partes do corpo de Hartevelt, comendo a maior parte de seus seios, rosto, nádegas, pés, coxas e pescoço, crus ou cozidos (até mesmo admitindo que engoliu seu clitóris inteiro, porque ela estava menstruada na época e ele não gostava do cheiro de sangue menstrual), enquanto guardava outras partes em sua geladeira. Sagawa também tirou fotos do corpo de Hartevelt em cada estágio da alimentação. Depois que o restante do corpo dela que ele não consumiu começou a se decompor, Sagawa tentou despejar os restos do cadáver de Hartevelt em um lago no parque Bois de Boulogne, carregando as partes desmembradas do corpo em duas malas, mas foi pego em flagrante e preso pela polícia francesa quatro dias depois.
O rico pai de Sagawa forneceu um advogado para sua defesa e, depois de ficar detido por dois anos aguardando julgamento, Sagawa foi considerado legalmente louco e inapto para ser julgado pelo juiz francês, Jean-Louis Bruguière, que ordenou que ele fosse mantido indefinidamente em uma instituição mental. Após uma visita do autor Inuhiko Yomota, o relato de Sagawa sobre o assassinato e suas consequências foi publicado no Japão sob o título Na Neblina. A publicidade subsequente de Sagawa e sua celebridade macabra provavelmente contribuíram para a decisão das autoridades francesas de deportá-lo para o Japão, onde ele foi imediatamente internado no Hospital Matsuzawa, em Tóquio. Todos os seus psicólogos examinadores declararam-no são e descobriram que a perversão sexual foi a sua única motivação para o homicídio. Como as acusações contra Sagawa na França foram retiradas, os documentos do tribunal francês foram lacrados e não foram divulgados às autoridades japonesas; consequentemente, Sagawa não poderia ser legalmente detido no Japão. Sagawa saiu do hospital em 12 de agosto de 1986 e permaneceu em liberdade até sua morte. A liberdade contínua de Sagawa foi amplamente criticada pela opinião pública.

## Pós-liberdade
Entre 1986 e 1997, Sagawa foi frequentemente convidado para ser palestrante e comentarista. Em 1992, Sagawa apareceu no filme apelativo de Hisayasu Sato , Uwakizuma: Chijokuzeme (Esposa Infiel: Tortura Vergonhosa) como um voyeur sadomasoquista. Sagawa escreveu livros sobre o assassinato que cometeu, bem como Shonen A, um livro sobre os assassinatos de crianças em Kobe em 1997. Sagawa também escreveu críticas de restaurantes para a revista japonesa Spa.
Em 2005, os pais de Sagawa morreram e ele foi impedido de comparecer ao funeral, mas pagou seus credores e se mudou para uma moradia pública. Sagawa recebeu benefícios sociais por um tempo. Em uma entrevista à revista Vice em 2011, Sagawa disse que ser forçado a ganhar a vida enquanto era conhecido como assassino e canibal foi uma punição terrível. Em 2013, Sagawa foi hospitalizado devido a um infarto cerebral, que danificou permanentemente seu sistema nervoso. Mais tarde, ele passou a viver sozinho e precisava de assistência diária, que era fornecida por seu irmão mais novo ou por cuidadores. Na época, ele afirmou ter se arrependido da obsessão.
Ele morreu de complicações de pneumonia em um hospital em Tóquio, em 24 de novembro de 2022, aos 73 anos de idade.

## Na cultura popular
A mídia inspirada, apresentando ou retratando Sagawa inclui:
- Entrevista com um Canibal (Vice, EUA, 2011, 34 minutos);[17]
- The Bedroom (Hisayasu Satō, Japão, 1992, 64 minutos), um filme rosa estrelado por Sagawa como o Sr. Takano;[18]
- Caniba (Véréna Paravel e Lucien Castaing-Taylor, França, 2017, 97 minutos);[19]
- Adoração, um curta-metragem de 1986 de Olivier Smolders, é baseado na história de Sagawa;[20]
- "La Folie", uma canção de 1981 dos The Stranglers, foi inspirada na história de Sagawa;[21]
- "Too Much Blood", uma canção do álbum Undercover de 1983 dos Rolling Stones, é sobre Sagawa e a violência na mídia.[22]